# Société de géographie autrichienne
La Société de géographie autrichienne (Österreichische Geographische Gesellschaft, OGG) est une société savante autrichienne basée à Vienne. 

## Description
La société compte aujourd'hui environ 1300 membres. Il s'agit de la plus grande association scientifiques d'Autriche. L'association organise régulièrement des conférences et des débats, des excursions et des voyages. Elle dispose d'une bibliothèque contenant environ 22 000 volumes du monde entier et une collection de 4100 cartes. Ses collections sont conservées depuis 1997 aux Österreichisches Staatsarchiv (Archives d'état) où elles ont été numérisées. 
Ses pièces les plus notables sont le Theatrum Orbis Terrarum d'Abraham Ortelius (1571) et les neuf volumes du Die Balearen de Louis-Salvador de Habsbourg-Lorraine (1887). 

## Histoire
Fondée en 1856, la société publie dès 1857 le Mitteilungen der Österreichischen Geographischen Gesellschaft (en) et organise l'expédition du Novara (1857-1859). Elle parrainera ainsi de nombreuses autres expéditions. 
En 1875, Johann Nepomuk Wilczek en devient président et finance l'établissement de stations météorologiques autour du pôle Nord, telle celle de l'île Jan Mayen (1882). En 1885, il est un des principaux mécènes de la société avec Rodolphe d'Autriche et Guillaume François d'Autriche et gère son développement.
En 1902, la société compte 2065 membres. Elle connaît un ralentissement lors des deux guerres mondiales puis intensifie ses activités après guerre. Après 1961, des commissions spéciales sont créées :
- Commission cartographique (1961)
- Commission géomorphologique (1987)
- Commission de géographie appliquée (1992)
- Commission pour la didactique et la géographie scolaire (1994).

Plusieurs succursales ont été établies : Salzbourg (1952), Krems (1958), Innsbruck (1971), Graz (1987), Klagenfurt (1989).

## Récompenses remises par la société
Médaille Franz Ritter von Hauer pour la promotion et le développement des connaissances géographiques. (1893)
- Jürgen Bähr
- Jaromír Demek
- Helmut Heuberger
- Adolf Leidlmair
- Oskar Lenz
- Elisabeth Lichtenberger
- Peter Meusburger
- Bruno Messerli
- Karl Ruppert
- Ulrich Freitag
- Rainer von Österreich
- Emil Tietze
- Otto Schlüter
- Hans Bobek
- Erik Arnberger
- Hans Kinzl

Grande Médaille en Or (1907)
Médaille Johann Hampel-Preis (1959-1989)
Prix Hans Bobek (1991)
- 1991 : Heinz Fassmann
- 1993 : Armin Ratusny
- 1994 : Rita Schneider Sliwa
- 1995 : Andreas Novy
- 1997 : Gerhard Karl Lieb
- 1998 : Christine Vogt
- 1999 : Franz Dollinger
- 2000 : Hubert emploi
- 2002 : Heiko Schmid
- 2004 : Eberhard Rothfuss
- 2005 : Petra Kohler
- 2006 : Lasafam Iturrizaga
- 2007 : Heike Egner
- 2008 : Lars Keller
- 2009 : Diane Tiefenbach
- 2010 : Kirsten v. Elverfeldt
- 2011 : non attribuée
- 2012 : Andreas Schaumberger, Matthias Kranabether

## Présidents d'honneur
- 1890 : Johann Nepomuk Graf Wilczek
- 1898 : Franz Ritter von Hauer
- 1906 : Christian Reichsritter von Steeb
- 1910 : Emil Tietze
- 1934 : Eugen Oberhummer
- 1951 : Hugo Hassinger
- 1956 : Gustav Götzinger
- 1962 : Rudolf zu der Luth
- 1973 : Hans Bobek
- 1973 : Randolf Rungaldier
- 1973 : Hans Spreizer
- 2006 : Ingrid Kretschmer